# ادینا گانگل
ادینا گانگل (مجاری: Edina Gangl؛ زادهٔ ۲۵ ژوئن ۱۹۹۰) بازیکن واترپلو اهل مجارستان است.